# Racing Emblem
K. Racing Emblem is een Belgische voetbalclub uit Emblem. De club is aangesloten bij de KBVB met stamnummer 5180 en heeft blauw en wit als kleuren. Racing Emblem is actief in de provinciale reeksen.

## Geschiedenis
Racing Emblem werd opgericht in 1949 en sloot zich aan bij de Belgische Voetbalbond. Men ging er in de provinciale reeksen spelen. De club speelde er vooral in Derde en Vierde Provinciale. In Vierde Provinciale, het allerlaagste niveau, eindigde Emblem al meerdere seizoenen als laatste in zijn reeks.